# Dialecto gradese
El gradese o gravisano es un dialecto de la lengua véneta hablado en la isla de Grado, en la provincia de Gorizia, región Friul-Venecia Julia, Italia. Recibió la influencia del idioma friulano y de otras lenguas de origen véneto geográficamente vecinas.

## Historia

### Grado y Aquilea romanas y alto medieval
Durante el período de la dominación romana, muchos probablemente en Grado y en Aquilea hablaban el mismo lenguaje: un latino con influencia preexistente de sustrato paleovéneto-céltico. En el siglo IV el entonces obispo de Aquilea Fortunaziano escribió comentarios sobre los Evangelios en lengua rústica para poder ser entendido por sus propios auditores, índice del hecho que la población ya no entendía más el latín clásico. Una primera división entre la gente de Grado y la de Aquilea sucedió luego del Cisma de los Tres Capítulos y una barrera posterior y más fuerte entre ambas ciudades apareció en 568 con la llegada de los lombardos.

### La influencia de la República de Venecia
Este evento determinó una ralentización de las relaciones lingüísticas entre el continente, bajo influencia germánica, y la isla gradese que reside en la esfera bizantina primero y véneta desde el 800 en adelante. En el siglo VI la diferenciaciones romances más decisivas hicieron madurar la lengua rústica aquilense del continente sin aportes lingüísticos externos, estando el Friul aislado de la romanidad hasta la dominación carolingia, definiendo los caracteres principales del friulano. La definitiva escisión lingüística se produjo probablemente en el siglo IX, cuando las invasiones de los húngaros determinaron la completa independencia lingüística de Grado sobre el Friul. Se verificó también una progresiva del suelo lagunar, una nueva división, esta vez de tipo físico entre las dos poblaciones. Así los gradeses adquirieron casi la totalidad de su habla de la influencia veneciana, presentando a veces también rasgos del veneciano continental. El sustrato lingüístico es aún evidente a pesar de la tardía "patina" veneciana: hay claras y numerosas referencias al latín, tanto palabras enteras como terminaciones (-anus > -an).

### Nuevos contactos con el friulano
Tras la caída de la Serenissima, retomó fuerte contacto político y comercial con la vecina tierra friulana. Se encontraron así numerosos friulanismos de edad más reciente, como el artículo masculino al, los verbos troncales en -à y las formas vignì, tignì, sintì, etc., junto o en reemplazo del veneciano el, ar, vegnir, tegnir, sentir, etc., que permanecieron en cambio en Trieste y en Istria. Así también el prefijo dis- (disfà, dismentegà, disligà) junto o en lugar del veneciano des (desfar, desmentegar, desligar), además de otras estructuras gramaticales. La mayor parte de estos aportes o sustituciones solo se han radicado en el léxico de uso común y general, mientras se conserva en la forma véneta en des- en el ámbito pesquero y de los astilleros, donde el friulano es menos rico en vocablos.

### Otros aportes
Los vocablos gradeses correspondientes a los triestinos, istrovenetos han sido introducido en la mayor parte de los casos a través del veneciano y de vez en cuando a la importación directa por parte de los gradeses que iban en inverno de pesca a Trieste o a Istria. Muy modestos son los aportes de lenguas extranjeras: del francés debe sobre todo a la breve dominación napoleónica, más numerosos son los aportes germánicos del alemán, algunas adaptaciones friulanas. Casi no existió aporte de las lenguas eslavas.